# Apsinès
Apsinès de Gadara est un rhéteur grec et consul du IIIe siècle.

## Biographie
Né à Gadara, en Syrie, il enseignera à Athènes.
Il est consul suffect vers 235/38.
Les documents qui nous sont parvenus  à propos d'Apsinès permettent d'établir qu'il s'agit de Valérius Apsinès de Gadara, un phénicien qui aurait vécu entre 190 et 250. Professeur de rhétorique, il est l'auteur d'un ouvrage intitulé Art rhétorique et un manuel traitant des Problèmes à faux semblants. Il aurait publié des déclamations, dont un Hermon, un Lysandre et peut-être un ouvrage intitulé Aristogiton. Son style est clair, précis et méthodique, suit les parties du discours.

## Éditions
- Two Greek Rhetorical Treatises From the Roman Empire : introduction, texts and translation of the Arts of rhetoric attributed to Anonymous Seguerianus and Apsines of Gadara, edited by Mervin L. Dilts and George A.Kennedy (« Mnemosyne Supplement », 168), Leyde, Brill, 1997.  (ISBN 90-04-10728-2)
- Apsinès, Art rhétorique. Problèmes à faux-semblant, texte établi et traduit par Michel Patillon (« Collection des universités de France » ou collection Budé, 410), Paris, Les Belles Lettres, 2001, CXIII + 332 p.  (ISBN 9782251004921)